# Maud z Walesu
Maud z Walesu (Maud Šarlota Marie Viktorie; 26. listopadu 1869 Londýn – 20. listopadu 1938 tamtéž) byla jakožto manželka krále Haakona VII. v letech 1905 až 1938 norská královna, první královna samostatného Norska od roku 1905. Nejmladší dcera britského krále Eduarda VII. a Alexandry Dánske byla před svatbou známá jako princezna Maud z Walesu, protože její otec byl v té době princ z Walesu.

## Původ a mládí

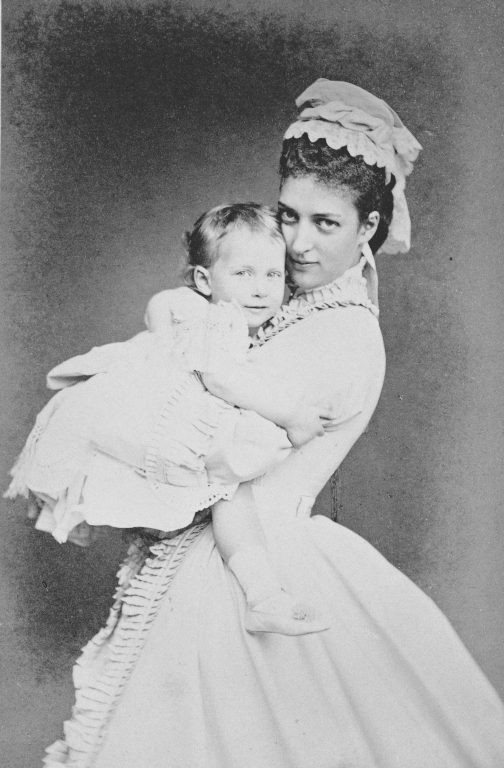
Princezna Maud z Walesu se svou matkou Alexandrou, princeznou z Walesu, 1872

Maud se narodila 26. listopadu 1869 v Marlborough House v Londýně. Byla třetí dcerou a pátým dítětem Alberta Eduarda, prince z Walesu, a Alexandry, princezny z Walesu. Albert Eduard byl nejstarším synem královny Viktorie a Alexandra byla nejstarší dcerou Kristiána IX. Dánského.
Maud byla pokřtěna jako Maud Charlotte Mary Victoria v Marlborough House londýnským biskupem Johnem Jacksonem 24. prosince 1869. Jejími kmotry byli její strýc z otcovy strany princ Leopold, kterého zastupoval vévoda Jiří z Cambridge; princ Fridrich Vilém Hesensko-Kasselský, kterého zastupoval princ František z Tecku; hrabě Gleichen; vévodkkyně Adelaida Marie Anhaltsko-Desavská, kterou zastupovala princezna Marie Adelaida z Cambridge; švédský král Karel XV., kterého zastupoval ministr baron Hochschild; princezna Marie Leiningenská, kterou zastupovala princezna Claudine z Tecku; její teta z matčiny strany ruská carevna Marie Fjodorovna, kterou zastupovala baronka de Brunnow; dánská korunní princezna Luisa Švédská, kterou zastupovala paní de Bülow, manželka dánského ministra, a její prateta vévodkyně z Inverness.
Pro svou divokou a chlapeckou povahu byla Maud v královské rodině známá jako „Harry“, podle přítele Eduarda VII. admirála Henryho Keppela, jehož chování v krymské válce bylo v té době považováno za obzvláště odvážné. Maud se účastnila téměř všech každoročních návštěv rodinných setkání princezny z Walesu v Dánsku a později doprovázela matku a sestry na plavbách do Norska a Středomoří. Byla družičkou na svatbě své tety z otcovy strany princezny Beatrix s princem Jindřichem z Battenbergu v roce 1885 a na svatbě svého bratra Jiřího s Marií z Tecku v roce 1893.
Maud spolu se svými sestrami Viktorií a Luisou obdržela 6. srpna 1887 od své babičky královny Viktorie Císařský řád indické koruny. Stejně jako její sestry byla také držitelkou Královského řádu Viktorie a Alberta (I. třídy) a nositelkou velkokříže Řádu rytířů špitálu svatého Jana v Jeruzalémě.

## Manželství
Maud se vdávala poměrně pozdě, na manžela čekala až do svých 26 let. Původně se chtěla provdat za vzdáleného bratrance, prince Františka z Tecku, mladšího bratra své švagrové Marie. Přestože byl poměrně chudý kvůli narůstajícím dluhům z hazardních her a mohl případně těžit z Maudina postavení, její návrhy ignoroval.

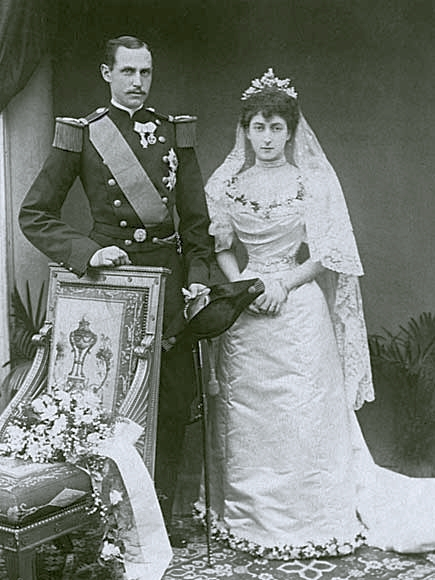
Svatební fotografie princezny Maud a prince Karla, 1896

Dne 22. července 1896 se princezna Maud v soukromé kapli Buckinghamského paláce provdala za svého bratrance, dánského prince Karla. Princ Karel byl druhým synem nejstaršího bratra královny Alexandry, dánského korunního prince Frederika, a švédské princezny Luisy. Nevěstin otec jim věnoval Appleton House na panství Sandringham jako venkovské sídlo pro její časté návštěvy Anglie. Právě tam se manželům 2. července 1903 narodilo jejich jediné dítě, princ Alexandr.
Princ Karel sloužil jako důstojník dánského královského námořnictva a do roku 1905 žil se svou rodinou převážně v Dánsku. V červnu 1905 norský Storting zrušil 91 let trvající svazek Norska se Švédskem a odhlasoval nabídku trůnu dánskému princi Karlovi. Určitou roli v tom, proč byl Karel vybrán, hrálo Maudia příslušnost v britském královském rodě. Po listopadovém plebiscitu přijal princ Karel norský trůn jako král Haakon VII, zatímco jeho malý syn byl přejmenován na Olava. Král Haakon VII. a královna Maud byli korunováni 22. června 1906 v katedrále Nidaros v Trondheimu; od té doby se ve Skandinávii žádná korunovace nekonala.

## Norská královna

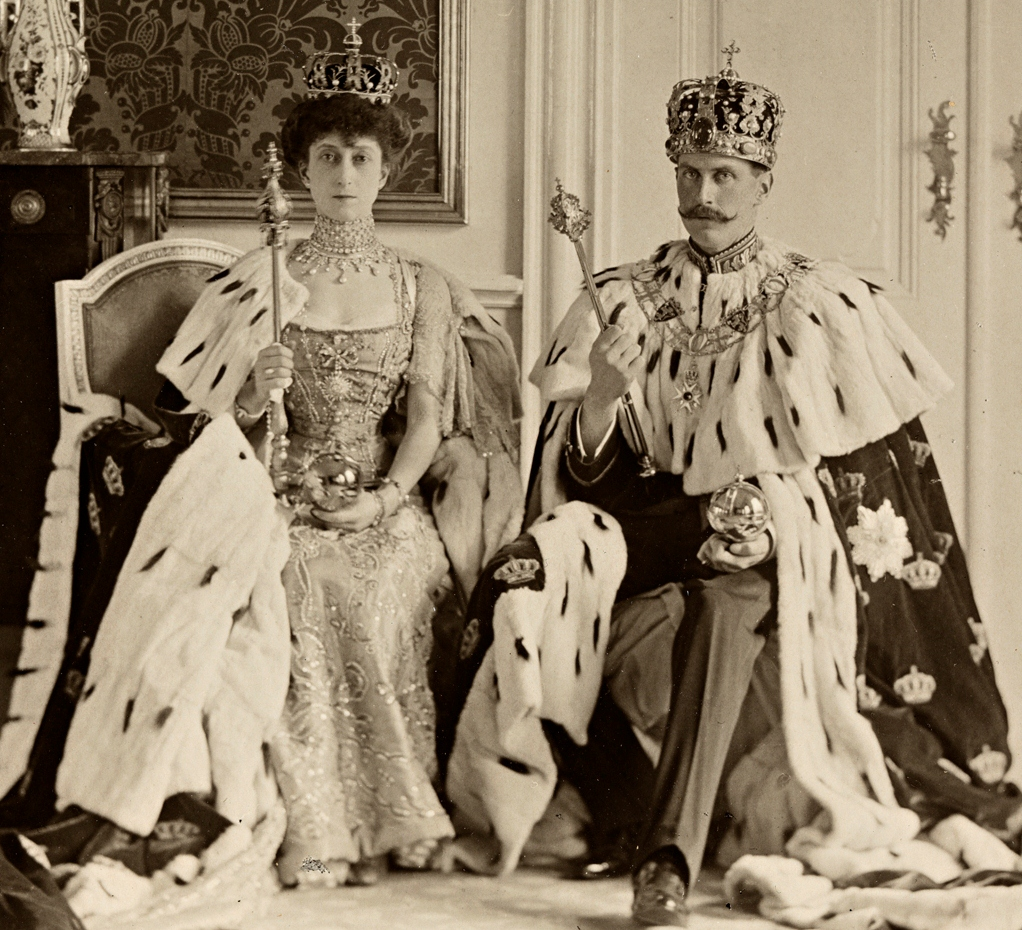
Král Haakon VII a královna Maud, 1906

Královna Maud se rychle přizpůsobila své nové zemi a povinnostem královny manželky. Byl vytvořen dvůr a Marie Magdalena Rustadová byla jmenována její hlavní dvorní dámou. Maud hrála silnou a dominantní roli u dvora a v rodině, na veřejnosti však vystupovala diskrétně.
Během prvních let svého pobytu v Norsku se s manželem nechávala fotografovat v norských lidových krojích a věnovala se zimním sportům, například lyžování, aby v očích veřejnosti působila norským dojmem. Neměla ráda veřejné vystoupování, ale svou roli královny vykonávala s velkou pečlivostí a využívala šaty
a šperky, aby působila královským dojmem. Podporovala dobročinné akce, zejména ty spojené s dětmi a zvířaty, a podporovala hudebníky a umělce. Mezi její projekty patřil Dronningens Hjelpekomité (Královnin výbor pro pomoc) během první světové války. podporovala domov pro neprovdané matky feministky Katti Anker Møllerové (1906), který byl považován za radikální, navrhovala nábytek ve prospěch Barnets utstilling (Dětské výstavy) 1921 a prodávala fotografie pro dobročinné účely. Maud byla vášnivou jezdkyní na koni a trvala na tom, aby byly modernizovány stáje královského paláce v Oslu. Královna Maud na tento projekt z velké části sama dohlížela a při rozšiřování stájí se výrazně inspirovala Královskými stájemi v Londýně.
Maud i po svém příjezdu do Norska nadále považovala Velkou Británii za svůj skutečný domov a každoročně ji navštěvovala. Během svých návštěv většinou pobývala ve svém domě Appleton House v Sandringhamu. Oceňovala však i některé aspekty Norska, například zimní sporty, a podporovala výchovu svého syna jako Nora. Naučila se lyžovat a zařídila anglické zahrady v Kongsseterenu, královském sídle s výhledem na Oslo, a v letní rezidenci v Bygdøy. Jako veřejná osoba je popisována jako zdrženlivá, ale jako soukromá osoba jako energická a se zálibou v žertování.
Maud si také získala pověst módně elegantní dámy. V roce 2005 se ve Victoria and Albert Museum konala výstava mnoha kousků z jejího elegantního šatníku, která byla publikována v katalogu Style and Splendour: Maud of Norway's Wardrobe 1896-1938.

## Pozdější léta života a smrt
Naposledy se královna Maud objevila na veřejnosti ve Velké Británii při korunovaci krále Jiřího VI. a královny Alžběty v květnu 1937 ve Westminsterském opatství. Seděla v královské lavici  vedle své švagrové královny Marie a neteře Marie, hraběnky z Harewoodu, jako součást oficiální královské družiny.
Maud navštívila Anglii v říjnu 1938. Zpočátku bydlela v Sandringhamu, ale pak se přestěhovala do hotelu v londýnském West Endu. Onemocněla a byla převezena do pečovatelského domu na Bentinck Street 18 v Marylebone v Londýně, kde jí 16. listopadu 1938 byla provedena operace břicha. Král Haakon okamžitě přijel z Norska k jejímu lůžku. Přestože operaci přežila, Maud nečekaně zemřela na selhání srdce 20. listopadu 1938, šest dní před svými 69. narozeninami a v den 13. výročí smrti své matky. Norské noviny směly porušit zákon zakazující publikování v neděli, aby o její smrti informovaly norskou veřejnost. Král Haakon vrátil Appleton House britské královské rodině.
Její tělo se vrátilo do Norska na palubě HMS Royal Oak. Před pohřbem bylo její tělo převezeno do malého kostela v Oslu. Královna Maud byla pohřbena v královském mauzoleu na hradě Akershus v Oslu. Její závěť byla zpečetěna v Londýně v roce 1939. 

### Zajímavost
Na její počest nazval norský polárník Roald Amundsen neznámé pohoří v Antarktidě, místy vysoké 4 500 m n. m., které objevil při své úspěšné výpravě k jižnímu pólu v roce 1911, pohořím královny Maud. Její jméno nese rovněž Země královny Maud a Záliv královny Maud v Kanadě.

## Rodokmen
|               |                                                               |  |                                                              |                                        |  |  |  |  |  |  |  | František Sasko-Kobursko-Saalfeldský |
|               |                                                               |  |                                                              |                                        |  |  |  |  |  |  |  |                                      |
|               | Ernest I. Sasko-Kobursko-Gothajský                            |  |                                                              |                                        |  |  |  |  |  |  |  |                                      |
|               |                                                               |  |                                                              |                                        |  |  |  |  |  |  |  |                                      |
|               |                                                               |  |                                                              | Augusta Reuss Ebersdorf                |  |  |  |  |  |  |  |                                      |
|               |                                                               |  |                                                              |                                        |  |  |  |  |  |  |  |                                      |
|               | Albert Sasko-Kobursko-Gothajský                               |  |                                                              |                                        |  |  |  |  |  |  |  |                                      |
|               |                                                               |  |                                                              |                                        |  |  |  |  |  |  |  |                                      |
|               |                                                               |  |                                                              | Augustus Sasko-Gothajsko-Altenburský   |  |  |  |  |  |  |  |                                      |
|               |                                                               |  |                                                              |                                        |  |  |  |  |  |  |  |                                      |
|               | Luisa Sasko-Gothajsko-Altenburská                             |  |                                                              |                                        |  |  |  |  |  |  |  |                                      |
|               |                                                               |  |                                                              |                                        |  |  |  |  |  |  |  |                                      |
|               |                                                               |  |                                                              | Luisa Šarlota Meklenbursko-Zvěřínská   |  |  |  |  |  |  |  |                                      |
|               |                                                               |  |                                                              |                                        |  |  |  |  |  |  |  |                                      |
|               | Eduard VII.                                                   |  |                                                              |                                        |  |  |  |  |  |  |  |                                      |
|               |                                                               |  |                                                              |                                        |  |  |  |  |  |  |  |                                      |
|               |                                                               |  |                                                              | Jiří III.                              |  |  |  |  |  |  |  |                                      |
|               |                                                               |  |                                                              |                                        |  |  |  |  |  |  |  |                                      |
|               | Eduard August Hannoverský                                     |  |                                                              |                                        |  |  |  |  |  |  |  |                                      |
|               |                                                               |  |                                                              |                                        |  |  |  |  |  |  |  |                                      |
|               |                                                               |  |                                                              | Šarlota Meklenbursko-Střelická         |  |  |  |  |  |  |  |                                      |
|               |                                                               |  |                                                              |                                        |  |  |  |  |  |  |  |                                      |
|               | královna Viktorie                                             |  |                                                              |                                        |  |  |  |  |  |  |  |                                      |
|               |                                                               |  |                                                              |                                        |  |  |  |  |  |  |  |                                      |
|               |                                                               |  |                                                              | František Sasko-Kobursko-Saalfeldský   |  |  |  |  |  |  |  |                                      |
|               |                                                               |  |                                                              |                                        |  |  |  |  |  |  |  |                                      |
|               | Viktorie Sasko-Kobursko-Saalfeldská                           |  |                                                              |                                        |  |  |  |  |  |  |  |                                      |
|               |                                                               |  |                                                              |                                        |  |  |  |  |  |  |  |                                      |
|               |                                                               |  |                                                              | Augusta Reuss Ebersdorf                |  |  |  |  |  |  |  |                                      |
|               |                                                               |  |                                                              |                                        |  |  |  |  |  |  |  |                                      |
| Maud z Walesu |                                                               |  |                                                              |                                        |  |  |  |  |  |  |  |                                      |
|               |                                                               |  |                                                              |                                        |  |  |  |  |  |  |  |                                      |
|               |                                                               |  | Fridrich Karel Ludvík Šlesvicko-Holštýnsko-Sonderburský-Beck |                                        |  |  |  |  |  |  |  |                                      |
|               |                                                               |  |                                                              |                                        |  |  |  |  |  |  |  |                                      |
|               | Fridrich Vilém Šlesvicko-Holštýnsko-Sonderbursko-Glücksburský |  |                                                              |                                        |  |  |  |  |  |  |  |                                      |
|               |                                                               |  |                                                              |                                        |  |  |  |  |  |  |  |                                      |
|               |                                                               |  |                                                              | Frederika Schliebenská                 |  |  |  |  |  |  |  |                                      |
|               |                                                               |  |                                                              |                                        |  |  |  |  |  |  |  |                                      |
|               | Kristián IX.                                                  |  |                                                              |                                        |  |  |  |  |  |  |  |                                      |
|               |                                                               |  |                                                              |                                        |  |  |  |  |  |  |  |                                      |
|               |                                                               |  |                                                              | Karel Hesensko-Kasselský               |  |  |  |  |  |  |  |                                      |
|               |                                                               |  |                                                              |                                        |  |  |  |  |  |  |  |                                      |
|               | Luisa Karolina Hesensko-Kasselská                             |  |                                                              |                                        |  |  |  |  |  |  |  |                                      |
|               |                                                               |  |                                                              |                                        |  |  |  |  |  |  |  |                                      |
|               |                                                               |  |                                                              | Luisa Dánská a Norská                  |  |  |  |  |  |  |  |                                      |
|               |                                                               |  |                                                              |                                        |  |  |  |  |  |  |  |                                      |
|               | Alexandra Dánská                                              |  |                                                              |                                        |  |  |  |  |  |  |  |                                      |
|               |                                                               |  |                                                              |                                        |  |  |  |  |  |  |  |                                      |
|               |                                                               |  |                                                              | Fridrich Hesensko-Kasselský            |  |  |  |  |  |  |  |                                      |
|               |                                                               |  |                                                              |                                        |  |  |  |  |  |  |  |                                      |
|               | Vilém Hesensko-Kasselský                                      |  |                                                              |                                        |  |  |  |  |  |  |  |                                      |
|               |                                                               |  |                                                              |                                        |  |  |  |  |  |  |  |                                      |
|               |                                                               |  |                                                              | Karolina Nasavsko-Usingenská           |  |  |  |  |  |  |  |                                      |
|               |                                                               |  |                                                              |                                        |  |  |  |  |  |  |  |                                      |
|               | Luisa Hesensko-Kasselská                                      |  |                                                              |                                        |  |  |  |  |  |  |  |                                      |
|               |                                                               |  |                                                              |                                        |  |  |  |  |  |  |  |                                      |
|               |                                                               |  |                                                              | Frederik Dánský                        |  |  |  |  |  |  |  |                                      |
|               |                                                               |  |                                                              |                                        |  |  |  |  |  |  |  |                                      |
|               | Luisa Šarlota Dánská                                          |  |                                                              |                                        |  |  |  |  |  |  |  |                                      |
|               |                                                               |  |                                                              |                                        |  |  |  |  |  |  |  |                                      |
|               |                                                               |  |                                                              | Žofie Frederika Meklenbursko-Zvěřínská |  |  |  |  |  |  |  |                                      |
|               |                                                               |  |                                                              |                                        |  |  |  |  |  |  |  |                                      |